# Lisserkers Olof Olsson
Lisserkers Olof Olsson, född 1803 i Lisselskog, Rättviks socken, död 29 april 1874 i Lisserksgården, Altsarbyn, Dalarna, var en svensk dalmålare.
Han var son till Knutes Olof Ersson och Brita Olsdotter och från 1925 gift med Bolik Anna Hansdotter. Olsson var under flera år verksam i Västmanland innan han 1834 flyttade till Lisserksgården som även kom att ingå i hans tillnamn. Från hans hand finns ett flertal målningar bevarade och den sista är utförd 1872 två år före hans död. Hans målningar visar drag av både gustaviansk och empirmässig dräktelegans. En av hans karakteristiska inslag i målningarna är de vajande skruvaxen. Olsson är representerad vid Nordiska museet med en målning av kung Salomo väntande på den i en vagn anländande drottningen av Saba.